# Maatschappij tot Bevordering der Toonkunst

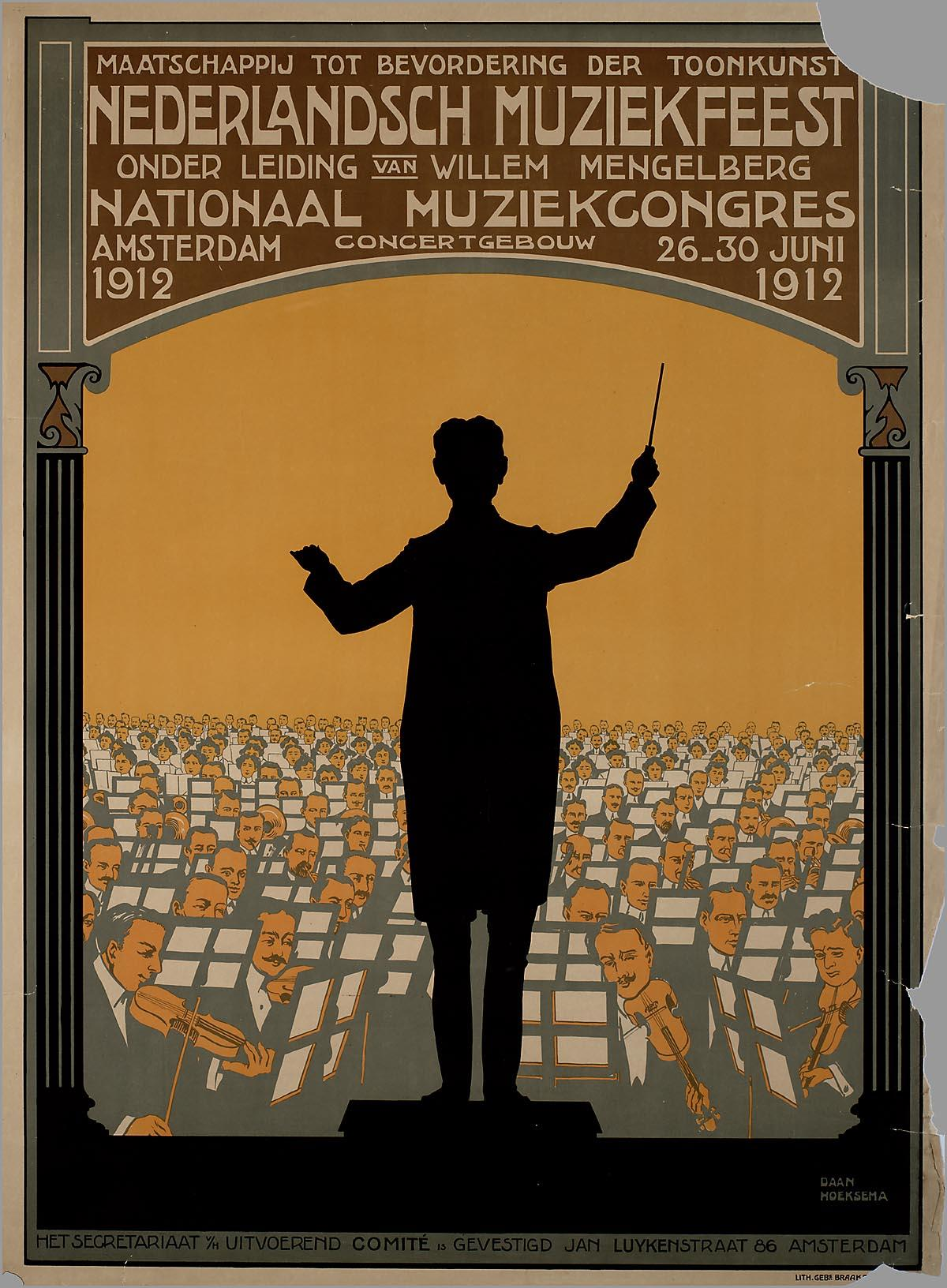
Het door de Maatschappij tot Bevordering der Toonkunst georganiseerde Nederlandsch Muziekfeest in 1912.

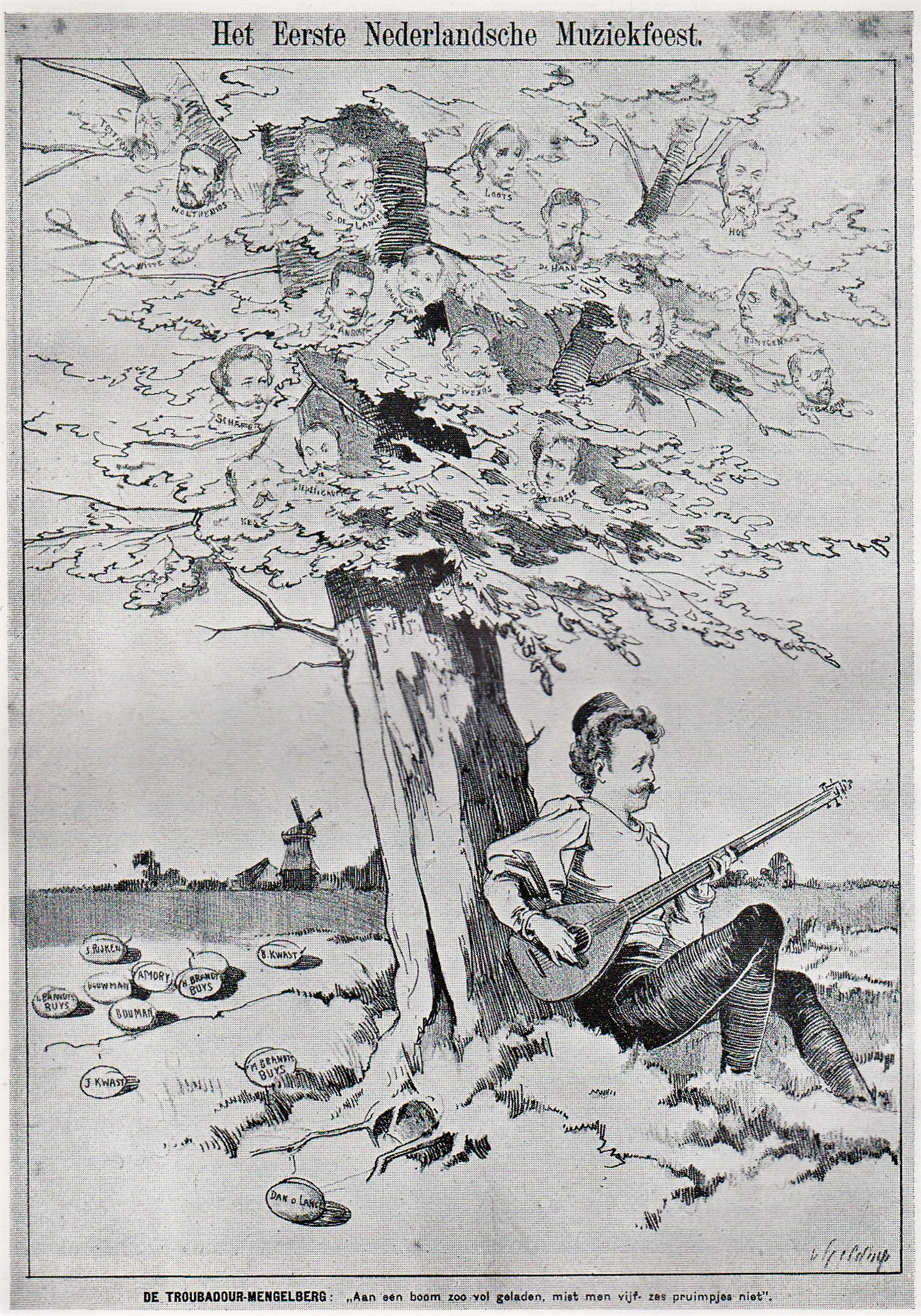
Spotprent uit 1902, gepubliceerd in de Amsterdamse Courant van 17 januari 1902, naar aanleiding van het Nederlands Muziekfeest in Amsterdam in 1902. Men ziet Willem Mengelberg als troubadour, en de "pruimpjes" die uit de boom zijn gevallen verbeelden diverse componisten.

De Maatschappij tot Bevordering der Toonkunst (MBT) is van oorsprong een Nederlandse organisatie voor koren die op neutrale basis de zangkunst beoefenen. 
Per 1 januari 2008 is van de MBT een deel afgesplitst in de "Vereniging Toonkunst Nederland" (VTN). De belangenbehartigingstaak van de MBT is door de VTN overgenomen. Ook alle aangesloten koren (meer dan 140, met in totaal ongeveer 6000 leden) zijn naar VTN overgegaan. De VTN ondersteunt de aangesloten koren door middel van een muziekbibliotheek, adviezen op financieel, bestuurlijk en juridisch gebied en informatie op muzikaal gebied. Daarnaast is de VTN betrokken bij muziekconcoursen en -prijzen.
De oorspronkelijke "Maatschappij tot Bevordering der Toonkunst" is daarnaast blijven bestaan, maar kent geen leden meer en houdt zich alleen bezig met het beheer van de diverse fondsen. De MBT kent subsidies en beurzen toe, en geeft incidenteel compositieopdrachten. Het muziekwetenschappelijk onderzoek, dat men van oorsprong ook verrichtte, vindt nu plaats door de Koninklijke Vereniging voor Nederlandse Muziekgeschiedenis (KVNM), die in 1868 door de MBT werd opgericht voor de gedeeltelijke uitvoering van de oorspronkelijke taken.

## Geschiedenis
Op 19 en 20 april 1829 werd de Maatschappij tot Bevordering der Toonkunst in Amsterdam gesticht door Adrianus Catharinus Gerrit Vermeulen. Hij deed dit samen met anderen naar analogie van de Maatschappij tot Nut van 't Algemeen, die sinds 1784 bestond. Er werden meteen ook lokale afdelingen opgericht, bijvoorbeeld in Amsterdam, Dordrecht, Den Haag, Rotterdam en Utrecht. Deze MBT-afdelingen richtten op hun beurt weer muziek- en/of zangscholen op. Deze instellingen zijn vaak de basis van de tegenwoordige, door de overheid gesubsidieerde muziekscholen en conservatoria, bijvoorbeeld het Conservatorium van Amsterdam. De onderwijstaken van de MBT zijn in de loop der tijd overgenomen door de overheid.
Door de lokale afdelingen werden vaak koorafdelingen opgericht, die leidden tot de tegenwoordige toonkunstkoren, zoals Toonkunstkoor Amsterdam. Toonkunstkoren zijn actief in een aantal plaatsen in Nederland, zoals in Alkmaar, Arnhem, Heerenveen, Leiden, Nijmegen, Roermond, Rotterdam, Schiedam, Utrecht en Wageningen.
In de 19e eeuw organiseerde de Maatschappij ook muziekfeesten die 2 of 3 dagen duurden. Deze  muziekfeesten werden met veel vertoon georganiseerd en ook het aantal tegelijkertijd optredende zangers en musici was vaak erg groot. In 1907 werd het laatste muziekfeest georganiseerd, nadat eerdere edities al een versobering hadden ondergaan.
De oprichting van de Maatschappij was deels ingegeven door nationalistische motieven. Men wilde het volk vormen en de cultuur van de eigen natie bevorderen. Gevolg van de oprichting was tevens dat de compositie van uiteenlopende koormuziek (zowel begeleide als a capella) een sterke impuls kreeg.

## Aangesloten koren
- Toonkunstkoor Amsterdam
- Philharmonisch Koor Toonkunst Rotterdam
- Toonkunst Arnhem
- Toonkunstkoor Nijmegen